# Stig Johansen
Stig Johansen (født 13. juni 1972 i Kabelvåg, Norge) er en norsk tidligere fodboldspiller (angriber).
Johansen tilbragte størstedelen af sin karriere i hjemlandet, hvor han primært var tilknyttet Bodø/Glimt. Han var også udlandsprofessionel i England hos Southampton og Bristol City, samt i Sverige hos Helsingborg. Han spillede desuden tre kampe for det norske landshold i januar 1997.

## Titler
Allsvenskan
- 1999 med Helsingborg

Svenska Cupen
- 1998 med Helsingborg